# Rubén Vega
Rubén Vega Fuentes (Castrillo de las Piedras, León, 24 de julio de 1977) es un exfutbolista español y entrenador de la Sociedad Deportiva Ponferradina "B".

## Clubes

### Como jugador
| Club                         | País   | Año       |
| ---------------------------- | ------ | --------- |
| Real Sociedad                | España | 1995-1998 |
| Nàstic de Tarragona          | España | 1998-1999 |
| Albacete Balompié            | España | 1999-2000 |
| Real Sociedad                | España | 2000-2001 |
| Sevilla FC (Cedido)          | España | 2000-2001 |
| Deportivo Alavés B           | España | 2001      |
| Cultural y Deportiva Leonesa | España | 2002-2004 |
| SD Ponferradina              | España | 2004-2012 |

### Como entrenador
| Club                | País   | Año       |
| ------------------- | ------ | --------- |
| S.D. Ponferradina   | España | 2016      |
| S.D. Ponferradina B | España | 2018-Act. |